# Fashion
«Fashion» — композиция из альбома Дэвида Боуи Scary Monsters (and Super Creeps), вышедшая в 1980 году. Песня была выпущена в качестве второго сингла с альбома, и сопровождалась, как и её предшественник «Ashes to Ashes», высоко оценённые критиками, творческим музыкальным видео.

## Музыка и лирика
По словам Тони Висконти, который был сопродюсером записи, «Fashion» была последней песней, законченной на сессиях для альбома Scary Monsters (and Super Creeps), её бас-линия и мелодия (частично) были вдохновлены хитом Боуи 1975 года, «Golden Years». Приглашенный Роберт Фрипп дополнил композицию, записанную в стиле фанк/регги, резкими, механическими рифами.
«Fashion» была примечательна «бессвязным» эффектом хора, и повторяющейся фразой «beep beep», которую Боуи ранее уже использовал в композиции «Rupert the Riley». Она записана в 1970 году, но не издавалась. Другая фраза в песне, которую Боуи заимствовал из прошлого была — «Люди из плохих домов» (англ. "People from Bad Homes") (вероятно, намёк на дома моды), из заглавной композиции альбома Aladdin Sane, который он записал со своим протеже The Astronettes (запись не издавалась до 1995 года).
Ссылки на «команду отморозков» приезжающих в город, породили теории, что фактически песня касается фашизма («Национальный фронт вторжения дискотеки») (англ. "the National Front invade the discos"), такой вывод сделали редакторы New Musical Express Рой Карр и Чарльз Шаар Мюррей. Однако Боуи преуменьшил эту интерпретацию в интервью незадолго до выхода «Scary Monsters», сказав, что он пытался сделать это «небольшим шагом к концепции моды Рея Дэвиса, чтобы предложить более внятное определение о том, почему кто-то это делает». Биограф Дэвид Бакли полагал, что «песня высмеивала банальность танцплощадки и „фашистский стиль“ движения „Новая романтика“».

## Музыкальное видео
Дэвид Маллет снимал видео для сингла «Fashion» в ночном клубе, принадлежавшем его другу Роберту Бойкину, под названием HURRAH. Начальные сцены видеоклипа демонстрируют Дэвида Боуи на сцене клуба, которая была драпирована холстами ткани цвета хаки. Зеркальные стены, окружающие танцплощадку, могут быть замечены на заднем плане различных сцен из видео, все групповые сцены были сняты в этой клубной обстановке. Другие места вокруг Манхэттена, появляются на протяжении всего клипа. Одна из сцен клипа показывает выступающего Боуи, в то время как группа бесчувственных роботоподобных поклонников повторяет каждое его движение. Кроме лицевой мимики и других жестов, Боуи продемонстрировал движение, которое он использовал ранее, в видео на песню «Ashes to Ashes»: певец приседал, опуская руку на пол в медленной вертикальной дуге. Клипы на песни «Fashion» и «Ashes to Ashes» победили в номинации «лучшее музыкальное видео 1980-х» журнала Record Mirror, победителей выбирали читатели издания.
В съёмках видеоклипа приняли участие: Карлос Аломар, Джордж Смит (Hall & Oates), Мэй Пэнг (которая была подругой Джона Леннона, в 1973—1975 годах) и Алан Хантер, который стал одним из первых виджеев MTV, а также первым VJ появившимся в музыкальном видео.

## Выпуск и влияние
«Fashion» стал вторым синглом из альбома Scary Monsters (and Super Creeps) и первым синглом изданным после выпуска альбома (который вышел в сентябре 1980). Отредактированная версия сингла достигла #5 в Великобритании, и стала #70 в Америке, тем самым став там первым чартовым синглом Боуи в последующие четыре года. Дизайн британской обложки сингла, был адаптирован под обложку сборника The Best of Bowie, вышедшего в 1980 году. Композиция исполнялась в нескольких концертных турах Боуи.
Британский журнал New Musical Express включил данную композицию в свой список «500 величайших песен всех времён», разместив её в нём на 295-й позиции.

## Список композиций
1. «Fashion» (Дэвид Боуи) — 3:23
2. «Scream Like a Baby» (Дэвид Боуи) — 3:35

В Японии песня вошла на стороне «Б» сингла «It’s No Game (No. 1)».

## Участники записи

### Музыканты
- Дэвид Боуи: вокал, клавишные
- Роберт Фрипп: гитара
- Джордж Мюррей: бас
- Деннис Дэвис: ударные
- Энди Кларк[англ.]: синтезатор

### Продюсеры
- Тони Висконти
- Дэвид Боуи

## Другие издания
- Композиция появилась на следующих сборниках:
  - Changestwobowie (single edit) (1981)
  - Golden Years (1983)
  - Fame and Fashion (1984)
  - Changesbowie (1990)
  - The Singles Collection (1993)
  - Best of Bowie (2002)

## Хит-парады
| Хит-парад (1980)                     | Высшая позиция |
| ------------------------------------ | -------------- |
| Australian Kent Report Singles Chart | 27             |
| German Singles Chart                 | 34             |
| Irish Singles Chart                  | 11             |
| Norwegian Singles Chart              | 9              |
| Swedish Singles Chart                | 7              |
| UK Singles Chart                     | 5              |
| U.S. Billboard Hot 100               | 70             |